# This Ugly Yet Beautiful World
This Ugly Yet Beautiful World(この醜くも美しい世界, Kono Minikuku mo Utsukushii Sekai) är en japansk anime skapad av Shouji Saeki och Hiroyuki Yamaga. Den var producerad av Gainax och Shaft animation studios.
Serien sändes på Tokyo Broadcasting System från 1 april 2004 till 16 juni 2004, totalt 12 episoder. En mangaadaption, illustrerad av Ashita Morimi, var publicerad i augusti 2004 i Hakusensha's Young Animal.

## Handling
Takeru är en, till synes, lat och omotiverad tonåring som egentligen bara är osäker på sin plats i världen. En kväll när han skjutsar sin bästa vän Ryou hem, får de båda se ett mystiskt ljus som "kraschar" i skogen. De går för att undersöka det och upptäcker att det i själva verket är en ung flicka. De tre blir attackerade av ett konstigt djur (troligtvis en alien), som besegras av att Takeru plötsligt förvandlas till en kraftfull och omänsklig varelse. Takeru ger flickan namnet "Hikari" (ljus) och tar även med henne hem, då hon varken kommer ihåg vem hon är eller vad hon gör där.
Senare träffar de på bl.a. Jennifer Portman, en amerikansk forskare som visar stort intresse för både Hikari och de båda pojkarna; Ionis, en robot som är lojal till Hikari och har förmågan att byta form; Kuon, en liten svävande alien; och Akari, Hikaris "syster". Serien följer i synnerhet Takeru och Hikaris dagliga liv och de problem de ställs inför.

## Karaktärer
Takeru Takemoto
Röstskådespelare: Takahiro Mizushima (japansk), Braden Hunt (engelsk)
Takeru är seriens manliga huvudkaraktär. Det är han som hittar och namnger Hikari i första avsnittet. Efter att ha träffat Hikari får Takeru förmågan att förvandla sig till något kraftfullt och, minst sagt, dödsfarligt, men det har också visats att han kan förvandla sig till något mellan sin mänskliga och monstruösa form. Denna förmåga visar sig senare vara en följd av Utökad Definition. Takeru blir så småningom kär i Hikari, och i slutändan övertygar han henne att skona världen för deras kärlek. Det är också visat att Takeru har känslor för Mari, men bara som en familjemedlem. Han är besatt av motorcyklar och ville ta med Hikari på en resa genom landet på en.
Hikari
Röstskådespelare: Ayako Kawasumi (japansk), Cynthia Martinez (engelsk)
En mystisk flicka som "föll från himlen. Hon blev kär i Takeru vid första ögonkastet i första avsnittet. Hon är mycket glad och tycker att nästan allt är vackert. Även om hon inte kan minnas något från dagen då Takeru hittade henne, avslöjas det sedan att hennes uppgift är att förinta jorden. Hikari har en delad personlighet, och hennes utseende beror på vilken av dem som dominerar för tillfället. Hennes "goda" personlighet är karaktäriserad av rött hår och gröna ögon, och hennes "onda" av rosa hår och röda ögon. Vid seriens slut bestämmer hon sig för att förgöra jorden, men Takeru stoppar henne med sin kärlek. Istället ger sig Hikari av med Akari för att bo bland stjärnorna, men säger att hon kommer att återvända någon dag.
Ryou Ninomiya
Röstskådespelare: Fujiko Takimoto (japansk), Quentin Haag (engelsk)
Ryou är Takerus bästa vän och populär hos många av flickorna på deras skola på grund av sin vänliga natur. Han blir konstant tilltalad "Ryou-sama" av Sakurako och Amika. Han är den som hittar Akari och utvecklar känslor för henne. Även han får speciella krafter, förmågan att bevilja sina önskningar, visad genom blå spiraler i hans händer. I slutet av serien är han på väg att kyssa Akari, men stoppas av Akari som säger att de är en familj. Ryou ler och kysser istället försiktigt hennes panna.
Akari
Röstskådespelare: Ai Shimizu (japansk), Jessica Boone (engelsk)
Akari är en ung flicka som visar sig vara lika hemlighetsfull som Hikari. Ryou hittar henne i skogen och gör henne till en del av sin familj. Hon ser Hikari som en äldre syster, och blir mycket fäst vid Ryou och Kimi. Det avslöjas senare att Akari och Hikari faktiskt är en varelse som delades upp till två under deras landning. Den del av Hikari som inte vill att jorden förstörs finns i Akari. I slutet av animen reser hon och Hikari för att ensamma bo bland stjärnorna.